# Joseph Limeburner
Joseph Limeburner (2 gennaio 1976) è un allenatore di calcio ed ex calciatore americo-verginiano, di ruolo centrocampista.

## Carriera

### Club
Ha sempre giocato nel campionato di casa.

### Nazionale
Ha esordito in Nazionale nel 2006.